# Hendrik Prinsen Geerligs

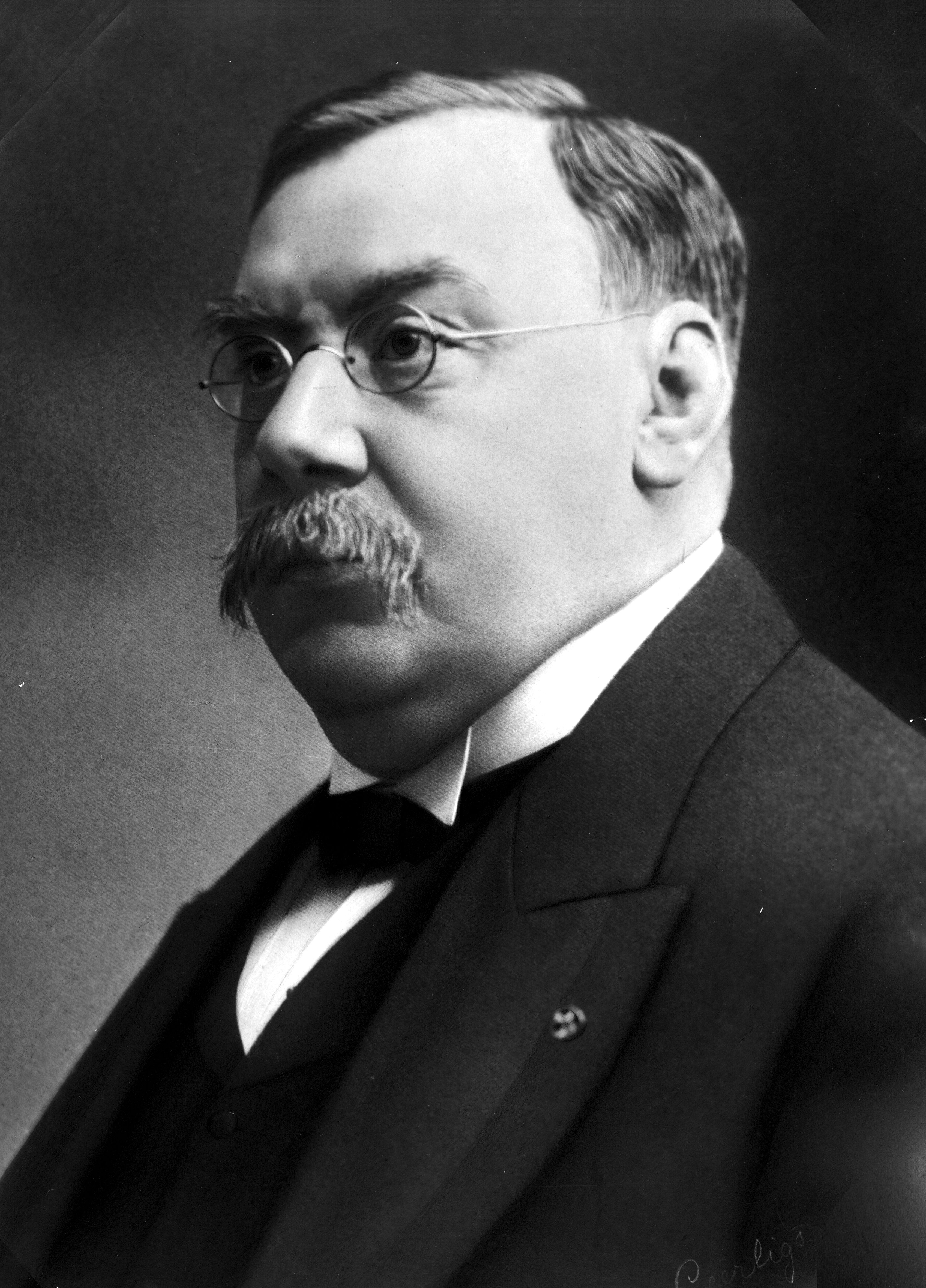
Dr H.C. Prinsen Geerlings, c. 1920

Hendrik Coenraad Prinsen Geerligs (* 24. November 1864 in Haarlem; † 31. Juli 1953 in Amsterdam)  war ein niederländischer Chemiker.
Prinsen-Gerlichs war der Sohn eines Schulleiters, besuchte die Handelsschule in Amsterdam (Abschluss 1883) und studierte Chemie an der Universität Amsterdam. Danach arbeitete er bei der Firma Wijnhoff en van Gulpen und war ab 1891 in Java als Chemiker an der Zuckerforschungsstation in Kagok.
Er veröffentlichte über Zuckergewinnung speziell aus Zuckerrohr in Java.
Er war korrespondierendes Mitglied der Königlich Niederländischen Akademie der Wissenschaften (1899 bis zu seinem Rücktritt 1909) und Mitglied (Matrikel-Nr. 3241) der Leopoldina (1907). 1940 trat er (ohne Angabe von Gründen) aus der  Leopoldina aus.
Er war mit Geertruida de Blank verheiratet und hatte einen Sohn Reinier Johan Prinsen Geerligs, der wiederum Vater der Widerstandskämpferin Reina Prinsen Geerligs war.

## Schriften
- On cane sugar and the process of its manufacture in Java. Second edition, Office of the "Sugar Cane", Altrincham 1902 (Digitalisat)
- Cane sugar and its manufacture. Rodger, London 1909 (Digitalisat)
- Practical white sugar manufacture. Rodger, London 1915 (Digitalisat)
- Chemical control in cane sugar factories. Rodger, London 1917 (Digitalisat)